# Janów (powiat otwocki)
Janów – wieś sołecka w Polsce położona w województwie mazowieckim, w powiecie otwockim, w gminie Karczew.
| SIMC    | Nazwa      | Rodzaj    |
| ------- | ---------- | --------- |
| 0003501 | Hubertówka | część wsi |

W latach 1975–1998 miejscowość należała administracyjnie do województwa warszawskiego.
Wierni Kościoła rzymskokatolickiego należą do parafii św. Wita w Karczewie.